# Indian Ocean Island Games 1990/Badminton
Bei den Indian Ocean Island Games 1990 wurden vom 24. August bis zum 2. September 1990 in Antananarivo auf Madagaskar fünf Badmintonwettbewerbe ausgetragen.

## Medaillengewinner
| Disziplin    | Gold                            | Silber                                      | Bronze                                              |
| ------------ | ------------------------------- | ------------------------------------------- | --------------------------------------------------- |
| Herreneinzel | Geenesh Dussain                 | Édouard Clarisse                            | Jean-Michel Duverge                                 |
| Herreneinzel | Geenesh Dussain                 | Édouard Clarisse                            | Beelall Bhurtun                                     |
| Dameneinzel  | Martine de Souza                | Cathy Foo Kune                              | Vandanah Seesurun                                   |
| Dameneinzel  | Martine de Souza                | Cathy Foo Kune                              | Helina Razafindrazaka                               |
| Herrendoppel | Gilles Allet Édouard Clarisse   | Geenesh Dussain Jean-Michel Duverge         | Jimmy Ernesta Guilmer William                       |
| Herrendoppel | Gilles Allet Édouard Clarisse   | Geenesh Dussain Jean-Michel Duverge         | Andriatahinarisetra Armand Jean Aime Mota Ravalison |
| Damendoppel  | Cathy Foo Kune Martine de Souza | Voahangy Rasolomanana Helina Razafindrazaka | Vandanah Seesurun Saroja Devi Yagambrun             |
| Damendoppel  | Cathy Foo Kune Martine de Souza | Voahangy Rasolomanana Helina Razafindrazaka | Lalao Raharimalala Lea Raba                         |
| Mixed        | Gilles Allet Martine de Souza   | Édouard Clarisse Cathy Foo Kune             | Patrick Rakoto Lalao Raharimalala                   |
| Mixed        | Gilles Allet Martine de Souza   | Édouard Clarisse Cathy Foo Kune             | Naina Rakotomalala Lea Raba                         |